# Midale (Saskatchewan)
Midale é uma pequena localidade na província canadense de Saskatchewan, está localizada a meio caminho entre as cidades de Weyburn e Estevan. A população de Midale é de apenas 562 habitantes. Está a 160 km (100 milhas) ao sudeste da capital provincial de Saskatchewan, Regina.
Em 5 de julho de 1937, durante a Grande Depressão (e seca), a localidade registrou uma das temperaturas mais alta já registrada no Canadá, 45 °C (113 °F). Esta temperatura também foi registrada no mesmo dia em Yellow Grass a 64 km a noroeste. Esse recorde foi ultrapassado em junho de 2021, quando Lytton, na Colúmbia Britânica, registrou uma temperatura de 49,5 ºC.